# 나카스지촌 (효고현)
나카스지촌(中筋村)은 효고현 기노사키군에 있던 촌이다. 현재의 도요오카시의 중심부의 남방에 해당한다.

## 역사
- 1889년 4월 1일 - 정촌제 시행에 의해 7개 촌의 구역을 가지고 게타군 나카스지촌이 성립하였다.
- 1896년 4월 1일 - 기노사키군이 성립하여 소속이 변경되었다.
- 1950년 4월 1일 - 도요오카정, 닛타촌, 고노쇼촌과 합병해 도요오카시가 성립하여, 동일 나카스지촌은 폐지되었다.

## 참고문헌
- 가도카와 일본지명대사전 28 효고현